# Frankie Miller (Schots zanger)
Francis John (Frankie) Miller (Glasgow, 2 november 1949) is een Schotse zanger die vooral rock, rhythm-and-blues en soul zingt. Zijn stem doet denken aan zwarte soulzangers zoals Otis Redding, door wie hij ook is beïnvloed. Zijn muziek wordt ook wel ‘blue eyed soul” genoemd. Hij heeft veel liedjes geschreven, die onder meer gezongen zijn door artiesten als Johnny Cash, Ray Charles en Bob Seger. Zelf heeft hij het meeste succes gehad met de liedjes Caledonia en Darlin' en met het nummer Still in love with you dat hij zong met de band Thin Lizzy. In 1977 had hij een hit in België en Nederland met zijn single Love letters.

## Biografie
In zijn tienerjaren speelde Frankie Miller al gitaar en schreef hij liedjes voor zijn band The Stoics. In 1971 werd hij gevraagd door Robin Trower, de oud-gitarist van Procol Harum om mee te spelen in diens band Jude. Toen deze band na amper een jaar al weer werd opgeheven,kreeg hij een platencontract aangeboden als solist. Het eerste album dat hij uitbracht in 1972 heette Once in a Blue Moon. De meeste liedjes van dit album, zowel rock als ballads, heeft hij zelf geschreven behalve Just like John Thumbs ’s blues van Bob Dylan en I'm ready van de Amerikaanse blueszanger Willie Dixon. De pub-rock band Brinsley Schwartz fungeerde als begeleidingsband bij de plaatopnames.
De tweede plaat van Frankie Miller is geproduceerd door Allen Toussaint, een invloedrijke Amerikaanse rhythm-and-blues pianist, zanger, componist en producer. Dit tweede album Highlight is opgenomen in New Orleans en verscheen in 1973. Voor zijn derde album had Frankie Miller een nieuwe band opgericht waarin onder meer de gitarist Henry McCullough mee speelde, die eerder in de band Wings van Paul McCartney had gespeeld. Met deze band ging Miller naar de Verenigde Staten, waar de plaat werd opgenomen in San Francisco. Hat album werd de Rock genoemd, naar de Alcatraz gevangenis. Alle liedjes van dit album zijn door Frankie Miller zelf geschreven. De plaat is geproduceerd door Elliot Mazer, die eerder succesvol had gewerkt met onder anderen Neil Young en Joni Mitchell.
Vrij snel nadat het album opgenomen was, werd de band opgeheven en moest Frankie weer op zoek naar een nieuwe begeleidingsband. Met deze nieuwe band nam hij in 1977 zijn vierde album Full House op. Dat was niet alleen de naam van het album maar ook van zijn nieuwe band. Van dit album is Be good to yourself op single verschenen. Dat werd zijn eerste liedje dat de hitparade haalde in Groot-Brittannië. Van de tien liedjes op dit album zijn er zes door anderen geschreven, waaronder Jealous guy van John Lennon. De plaat is geproduceerd door Chris Thomas, die eerder had gewerkt met de Sex Pistols, Roxy Music en Pink Floyd.
In 1978 verscheen zijn vijfde album Double Trouble , dat iets hardere rock bevat. Op een van de liedjes zingt Steve Tyler van Aerosmith mee. Het album is opgenomen in New York. De liedjes Double heart trouble en Love is all around zijn geschreven door de ex-gitarist van de Free, Andy Fraser. Paul Carrack, die voorheen lid was van de bands Ace, Squeeze en Mike and the Mechanics heeft meegeschreven aan vijf nummers.
Een jaar later verscheen Falling in Love, dat in de Verenigde Staten uitkwam onder de naam A Perfect Fit. Op dat album staat zijn grote succes Darlin’, geschreven door Oscar Blandamer en ook door veel andere artiesten gezongen. Ook staan er covers op het album van de liedjes Is this love (Bob Marley) en If I can love somebody (John Hiatt). Het album Easy Money (1980) was het laatste album dat hij maakte bij de platenmaatschappij Chrysalis, waar hij vanaf zijn eerste album in 1972 onder contract had gestaan. Het album was opgenomen in Nashville en bevat onder meer het liedje Forget about me, waarmee de Bellamy Brothers in 1986 een grote hit hadden in de Amerikaanse hitlijsten. Zijn volgende album Standing on the Edge werd in 1982 opgenomen in de Muscle Soals Studio’s in Alabama.
Na het verschijnen van dat album ging hij zich concentreren op het schrijven van liedjes voor anderen zoals Bob Seger, Ray Charles, Johnny Cash, Roy Orbison en de Eagles. Ook schreef hij liedjes voor verschillende speelfilms en televisieseries. Hij kreeg diverse Awards voor zijn composities. In 1986 verscheen zijn laatste studioalbum Dancing in the Rain, waarna hij in 1992 de hitparade weer eens haalde met het liedje Caledonia, geschreven door de Schotse singer/songwriter Dougie MacLean. Dat lied wordt ook wel het officieuze Schotse volkslied genoemd.
In augustus 1994 kreeg Frankie Miller een hersenbloeding, waarna hij vijf maanden in coma lag. Hij is deels gerevalideerd, maar is niet meer in staat om te zingen. In 2016 werd het album Frankie Miller’s Double Take uitgebracht, bestaande uit liedjes die hij al eerder had uitgebracht en die op dit album werden gedubbeld door bewonderaars zoals Willie Nelson, Rod Stewart, Elton John, Kid Rock en Paul Carrack.

## Albums
- Once in a Blue Moon (1973)
- High Life (1974)
- The Rock (1975)
- Full House (1977)
- Double Trouble (1978)
- Falling in Love (1979)
- Easy Money (1980)
- Standing on the Edge (1982)
- Dancing in the Rain (1985)
- The Very Best of Frankie Miller (1994) Verzamel CD
- Long Way Home (2006) *
- Frankie Miller That's Who (box set) (2011) Verzamel CD
- Frankie Miller’s Double Take (2016) *

de albums uit 2006 en 2016 bestaan uit niet eerder uitgegeven opnames, waarbij de stem van Frankie Miller al voor 1994 is opgenomen.

## NPO Radio 2 Top 2000
| Nummer met noteringen in de NPO Radio 2 Top 2000 | '00  | '01  |
| ------------------------------------------------ | ---- | ---- |
| Darling                                          | 1878 | 1984 |

1. ↑  Een vetgedrukt getal geeft de hoogste notering aan.
2. ↑  2000 was het eerste jaar met een notering voor dit nummer.
3. ↑  Deze tabel is bijgewerkt tot en met de laatste editie (2024).